# Taivalkoski
Taivalkoski là một đô thị của Phần Lan, nằm ở tỉnh Oulu trong vùng Bắc Ostrobothnia.

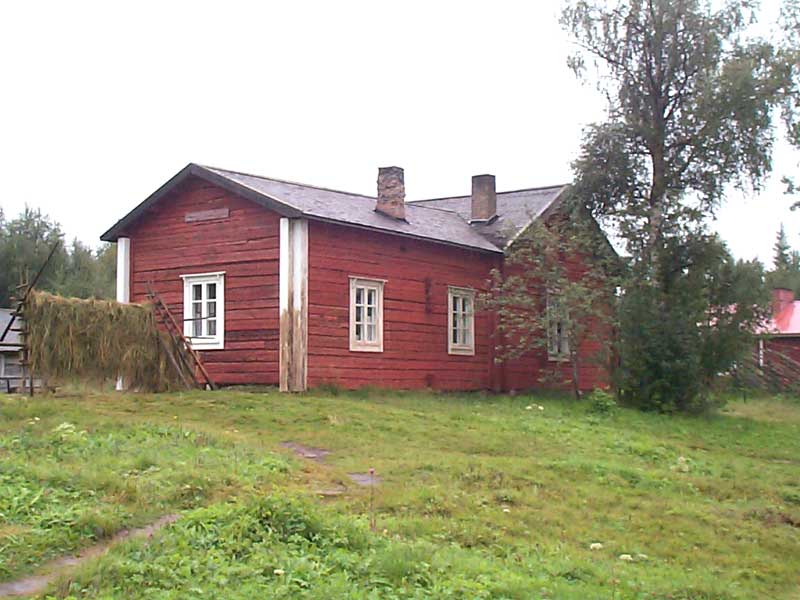
Ngôi nhà thời nhỏ của tác gia Kalle Päätalo, một địa điểm được nhiều người tham quan ở Taivalkoski.

Đô thị này có dân số 4.869 người (cuối năm 2003) với diện tích là 2.657,50 km² trong đó có 200,88 km² là diện tích mặt nước. Mật độ dân số là 2,0 người trên mỗi km².
Đô thị này chỉ sử dụng tiếng Phần Lan.
Taivalkoski là quê hương nhà văn Kalle Päätalo và nghệ sĩ truyền hình Pekka Jalava. Đây cũng là quê hương các tuyển thủ Tapio Räisänen và Joni Pitkänen.
Taivalkoski có sông Iijoki chảy qua trung tâm.